# オープンストリートマップ
オープンストリートマップ（英語: OpenStreetMap、OSM）は、自由に利用でき、なおかつ編集機能のある世界地図を作るオープンコラボレーションプロジェクトである。GPS機能を持った携帯機器、空中写真、衛星画像、他の地理情報システムからのデータをもとに作られていくのが基本だが、編集ツール上で道1本から手入力での追加も可能である。与えられた画像とベクトルデータセットはオープンデータベースライセンス（ODbL）1.0のもと再利用可能である。
登録したユーザーであれば、GPSのログファイルをアップロードしたり、ベクトルデータをエディタで修正することができる。オープンストリートマップはウィキペディアのようなウェブサイトに触発され、「編集」タブや履歴機能も保たれている。

## ライセンス

### オープンストリートマップのデータベース
オープンストリートマップは、商用・非商用を問わずにデータの自由な利用と再配布を進めるため、初めはCC BY-SAというオープンなライセンス下で発表されたが、2012年9月12日にライセンスがオープンデータベースライセンス（ODbL）1.0に切り替えられた。これは地図のデータセットにはODbLの方がより適切だとOSM財団が判断したからである。
ライセンス変更の一環として、幾分かの地図データは削除する必要があった。新しいライセンスに同意しなかった人たちが投稿したデータと、そのデータに対する編集もすべて削除された。また、新しいライセンスと衝突する別のライセンス下で提供されたデータに基づく編集も削除された。現在の概算では全データの97%は保たれるが、例えばオーストリアは24%から84%（データの種類により異なる）が保たれるといったように、地域によっては影響が大きい場合もある。

### 追加データ
このプロジェクトにデータを追加する場合はODbLと互換性のあるライセンスである必要がある。こういったデータには、パブリックドメインのような著作権が切れたものも含まれる。また、参加者は必ずユーザー登録をした上で、現在のライセンスに同意する必要がある。政府の公開しているデータなど参加者本人以外が所有するデータを追加する場合は、ライセンスを調査しODbLと互換/整合性が取れるかを確認する必要がある。

### ソフトウェア
オープンストリートマップの内部で使われていたり、オープンストリートマップを表示するのにつかわれているソフトウェアは他のプロジェクトから借用しており、そちらのプロジェクトにおけるライセンスが適用される。ユーザーが地図を編集したり変更履歴を見るためにアクセスするアプリケーションはRuby on Railsで構築されている。また、このアプリケーションはユーザーデータの保存とメタデータの編集のためにPostgreSQLを使用している。
標準の地図は描画にMapnikを、保存にPostGISを使用し、Apacheのモジュールmod_tileの機能も使用している。
Flashベースの地図編集ソフトPotlatch2などのソフトウェアはパブリックドメインで配布されている。

## 使用法
オープンストリートマップのデータは、数多くのサイト経由で、異なった形式で提供されている。

### オンラインのラスタ地図

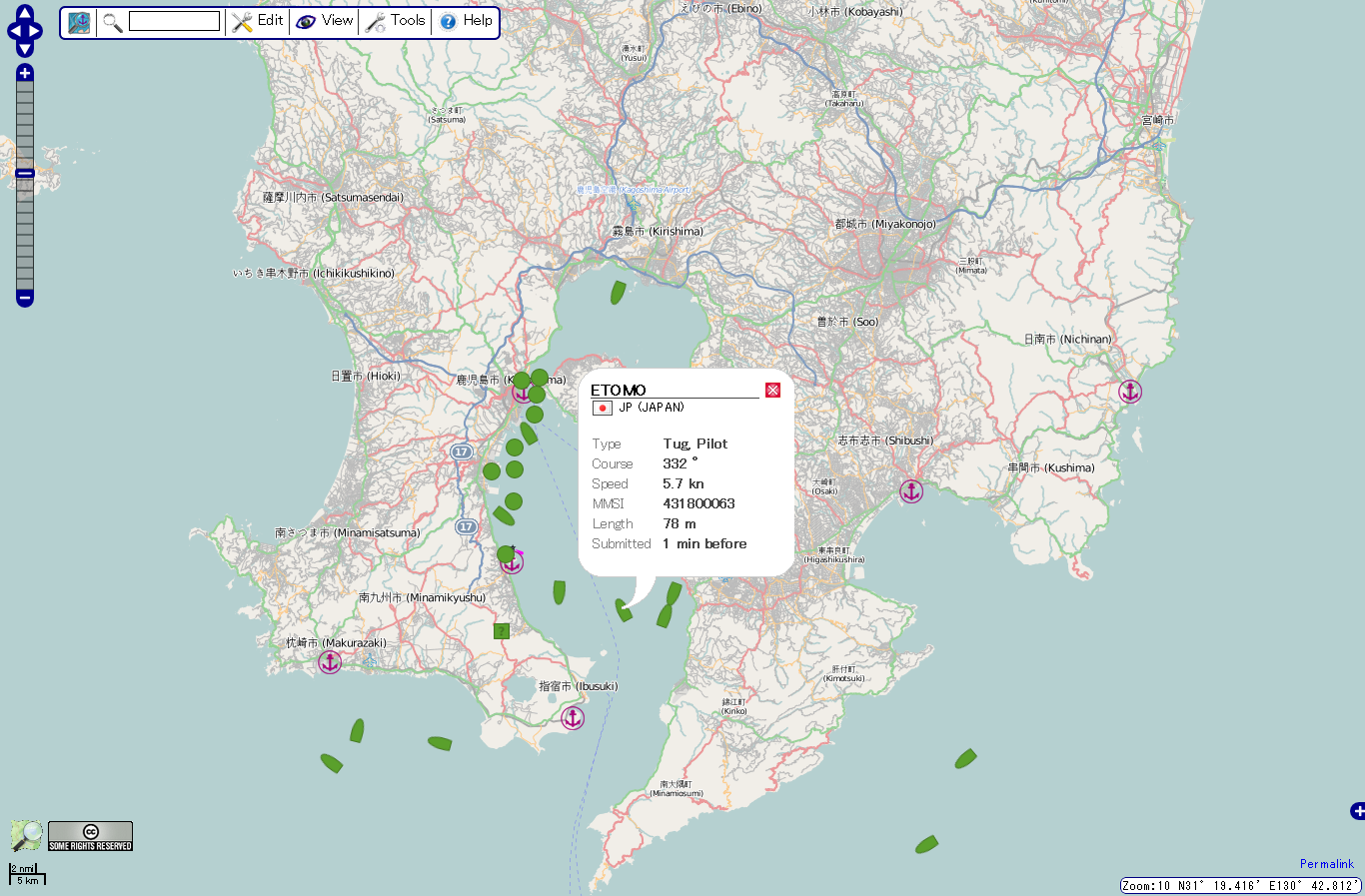
OpenSeaMap.org では海域を航行中の船について、その船名、船籍、進行方向、航行速度などをオープンストリートマップに重ねてリアルタイムで表示できる（Marine Traffic）。画像は2012年9月30日午前2時半（日本時間）における鹿児島湾周辺の船の様子（現在の様子）。

地図の描画は汎用地図サイト上で、オンラインで利用できる。
| 地図サイト                | テーマ                                       | 領域                                     | 日本語版                                                                                             |
| ------------------------- | -------------------------------------------- | ---------------------------------------- | --- |
| OpenStreetMap             | 汎用、自転車、 デバッグ                      | 全世界                                   | ○ |
| Information Freeway       | 汎用、ほとんどリアルタイム                   | 全世界                                   | ○ |
| OSM WMS Servers           | 汎用、Web Mapサービス                        | 全世界                                   | ○ |
| OpenSeaMap                | 航海図                                       | 全世界、多国語対応: 海、海洋と水路       | （ドイツ語）（英語）（スペイン語）（フランス語）（イタリア語）（ロシア語）                           |
| OpenStreetBrowser         | フィーチャーの協調                           | 全世界                                   | ○ |
| FreeMap                   | 歩行者                                       | 英国の一部                               | |
| Topo                      | 歩行者とバイク                               | オーストリア、ドイツ、スイス             | （ドイツ語）                                                                                         |
| OpenCycleMap              | 自転車                                       | 全世界                                   | ○ |
| YourNavigation            | 移動手段別ルート検索                         | 全世界                                   | ○ |
| OpenRouteService          | 移動手段別ルート検索                         | 欧州                                     | （ドイツ語）（英語）（スペイン語）（フランス語）（イタリア語）（ポーランド語）（ロシア語）（中国語） |
| CloudMade                 | 汎用、モバイルおよび数多くのカスタムスタイル | 全世界                                   | ○ |
| OpenAviationMap           | 空域の一覧と分類                             | ドイツのBraunschweig                     | |
| NearMap                   | 日々更新される写真地図                       | オーストラリアの著名な地域、アメリカ各地 | （英語）                                                                                             |
| ÖPNV-Karte                | 公共交通機関                                 | 欧州から対象を拡大中                     | |
| OSM Mapper (アーカイブ版) | Ito World Ltdによるデバッグ用地図            |                                          | |

### オフラインラスタ地図
- Marble (ソフトウェア) - KDE用レンダラ
- Kosmos (ソフトウェア) - Windows用レンダラ
- OpenSeaMap - PC（すべてのOS）用のダウンロード可能なチャート、Garmin、Lowrance、PDA、PNA

### ハンドヘルド GPS 受信機
- Garmin: Garmin互換の地図にオープンストリートマップの地図を変換するプログラムはいくつかある。

### 携帯電話
携帯電話上にオープンストリートマップのデータを表示させるための、いくつもの異なったデバイスをサポートするプログラムが数多く存在している。サポートされているデバイスの大多数は、Java MEを動かせるものであり、Android、iPhone、Windows Mobile あるいは Openmokoのようなプラットフォームと同様に、大多数の現行機種でオープンストリートマップを使えるようにさせる。数多くのプログラムは、たとえばラスタ地図か、ベクトル地図を使う場合、インターネット接続かオフラインで使え、自転車道のサポート、アドレス検索やルーティングのような高度な機能をサポートするというような、キーとなる、異なった機能を売りにしているので、各種の目的に応じて地図を見るという必要性に対応することが出来る。携帯電話向けの、いくつかのプログラムライブラリ中でのオープンストリートマップのサポートは、他のlocation-based serviceのOSM地図を含むことをも可能にしている。
CoMapsのようなモバイルアプリを使用して、興味のポイントとそれに関する情報を追加することができます。

### Flickr
Yahooは、バグダード、北京、カーブル、シドニーと東京を含む全世界のいくつかの都市で、そのFlickrサービス内で、オープンストリートマップデータを使うことを開始した
。

### ブログ
WordPress オープンストリートマッププラグインは、地図を挿入し、WordPressのブログの投稿/ページに対してgeo メタタグを付与する。

### 地図データ
地図データは異なった地域と数多くの形式でダウンロードできる:
- OpenStreetMap osm[15]
- CloudMade osm、garmin[16]
- Geofabrik osm、esri[17]

## 係争地
オープンストリートマップでは地理の現実を反映させるため、係争地の境界、領域は実効支配を行っている主体の表記となっている。そのため領有権を主張している係争国が主張している内容とは異なっている部分がある。

## 画像
- 淡路島周辺の地図。
- イギリス・ケンブリッジ周辺の地図。
- 東京ディズニーランド（千葉県浦安市）周辺の地図。
- GPSデータの記録の様子。
- ヘッジエンドの大まかなGPS追跡データ。